# Sarabotys cupreicostalis
Sarabotys cupreicostalis is een vlinder uit de familie van de grasmotten (Crambidae). De wetenschappelijke naam van deze soort is voor het eerst voorgesteld als Phlyctaenodes cupreicostalis door Harrison Gray Dyar Jr. in een publicatie uit 1913.
De soort komt voor in Mexico (Jalisco).